# Lazzi (société)
Pour les articles homonymes, voir Lazzi.
Lazzi est une société italienne de transport en commun, active entre 1919 et 2012. La société tire son nom de son fondateur, Vincenzo Lazzi, un agriculteur-commerçant né à Lizzano Pistoiese, où il a d'abord développé et géré le transport entre les montagnes de Pistoie et la plaine.

## Histoire

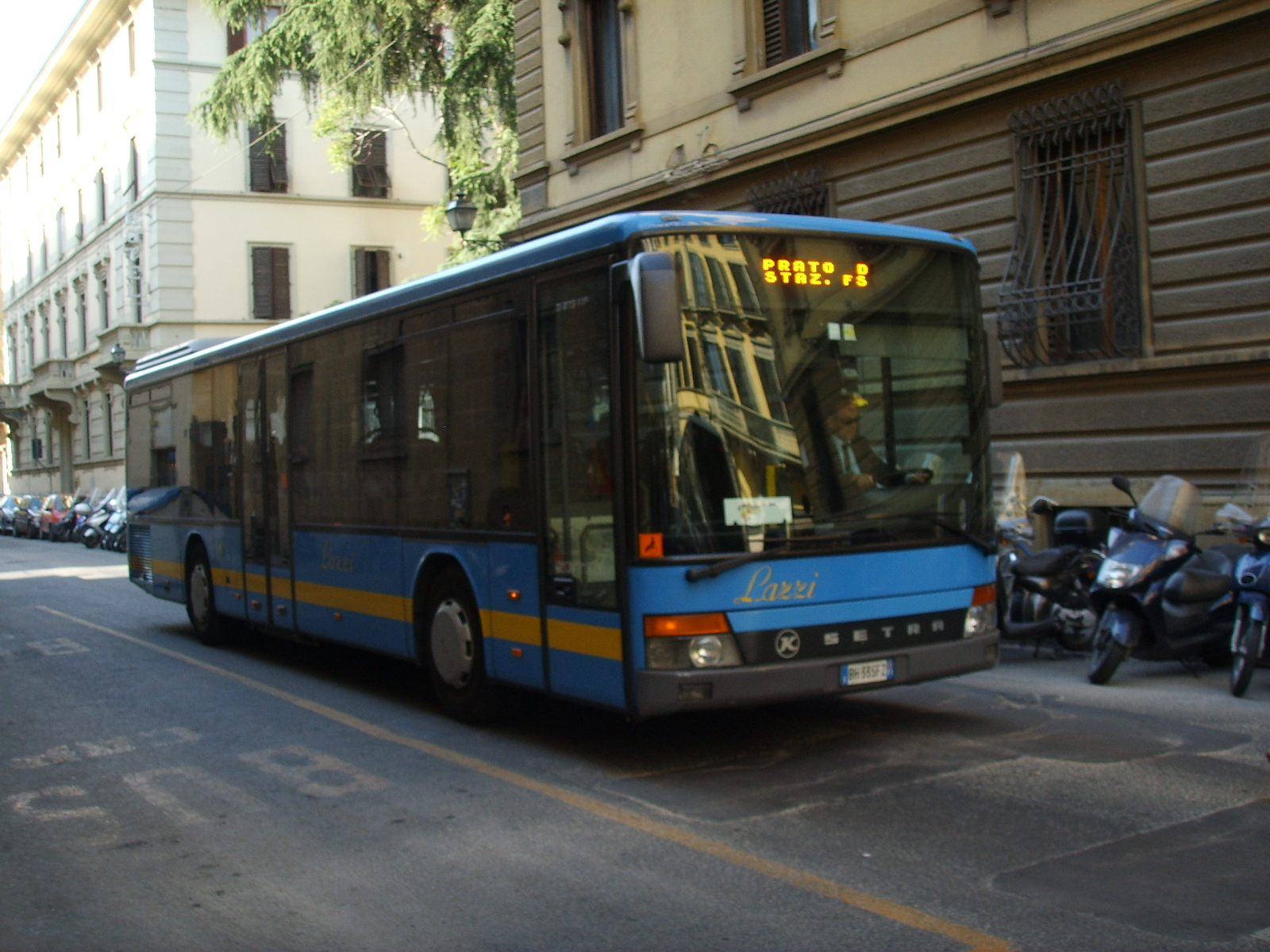
Bus Lazzi.

Pour répondre au besoin de liaisons rapides, particulièrement ressenti après la Première Guerre mondiale, dans la région montagneuse de Pistoie, la société en nom collectif Ditta Lazzi-Lentini e Danti est créée le 12 juillet 1919 à Cutigliano.
En 1934, la société Lazzi e Govigli tenta également d'obtenir la gestion des services de tramways et d'automobiles florentins, mais le Podestà décide, après une période de gestion provisoire par la municipalité, de les confier à Fiat. Un autre service de tramway est repris en 1931 à Lucques : il s'agit de la ligne Lucques-Ponte a Moriano, dont la concession est obtenue en complément de la ligne d'autobus Lucques-Vinchiana ; les trajets en tramway sont supprimés le 1er juillet 1932.
En 1939, la Società Anonima Genovese Esercizi Ferroviari (SAGEF) est créée. Elle reprend l'exploitation de la ligne ferroviaire Gênes-Casella et la conserve jusqu'en 1949.
Après près de 100 ans d'histoire dans le secteur des transports publics, Lazzi décide de céder ses participations pour investir dans les secteurs de l'hébergement, de l'hôtellerie et de la restauration, en particulier dans le développement de la chaîne Burger King en Toscane.